# Ladies European Tour
El Ladies European Tour o LET es el circuito profesional de golfistas femeninas con sede en Inglaterra y que se disputa en Europa, así como en Australia, Sudáfrica y Dubái.

## Historia
Creado en 1979, esta serie de torneos ha encontrado muchas dificultades para establecerse junto al popular tour femenino LPGA norteamericano. En 2006, el LET organizó 21 competiciones con unos premios por valor de unos 10 millones de € en total. Los dos torneos más importantes, el Masters en Francia y el Women's British Open en Inglaterra, se realizaron junto con la LPGA americana.
Salvo algunas excepciones, las 90 jugadoras que más éxitos han obtenido el año anterior reciben una tarjeta para la temporada siguiente en base al orden por el mérito, es decir, la clasificación según las ganancias. Todas las demás golfistas profesionales tienen que participar en una serie de torneos para cualificarse y alcanzar allí uno de los 30 primeros puestos.

## Resultados
La Orden de Mérito se otorga al ganador del Ranking de Ganancias en el circuito, aunque durante algunos años en el pasado se utilizó un sistema de puntos.
| Año  | Orden del Mérito        | Orden del Mérito | Jugadora del año    | Rookie del año          | Promedio más bajo de golpes | Promedio más bajo de golpes |
| ---- | ----------------------- | ---------------- | ------------------- | ----------------------- | --------------------------- | --------------------------- |
| 2024 | Chiara Tamburlini       | 3624.91 pts      | Bandera de ?        | Chiara Tamburlini       | Bandera de ?                |                             |
| 2023 | Trichat Cheenglab       | 1966.52 pts      | Johanna Gustavsson  | Trichat Cheenglab       | Céline Boutier              | 69.58                       |
| 2022 | Linn Grant              | 3624.91 pts      | Linn Grant          | Linn Grant              | Maja Stark                  | 69.27                       |
| 2021 | Atthaya Thitikul        | 3591.96 pts      | Atthaya Thitikul    | Atthaya Thitikul        | Leona Maguire               | 69.50                       |
| 2020 | Emily Kristine Pedersen | 1249.35 pts      | n/a                 | Stephanie Kyriacou      | Emily Kristine Pedersen     | 70.40                       |
| 2019 | Esther Henseleit        | 743.06 pts       | Marianne Skarpnord  | Esther Henseleit        | Carlota Ciganda             | 69.08                       |
| 2018 | Georgia Hall            | 667.73 pts       | Georgia Hall        | Julia Engström          | Carlota Ciganda             | 69.31                       |
| 2017 | Georgia Hall            | €368,935         | Georgia Hall        | Camille Chevalier       | Anna Nordqvist              | 68.18                       |
| 2016 | Beth Allen              | €313,079         | Beth Allen          | Aditi Ashok             | Shanshan Feng               | 68.80                       |
| 2015 | Shanshan Feng           | €399,213         | Nicole Broch Larsen | Emily Kristine Pedersen | Shanshan Feng               | 69.78                       |
| 2014 | Charley Hull            | €263,097         | Charley Hull        | Amy Boulden             | Suzann Pettersen            | 70.25                       |
| 2013 | Suzann Pettersen        | €518,448         | Lee-Anne Pace       | Charley Hull            | Suzann Pettersen            | 68.20                       |
| 2012 | Carlota Ciganda         | €251,290         | Carlota Ciganda     | Carlota Ciganda         | Shanshan Feng               | 69.00                       |
| 2011 | Ai Miyazato             | €363,080         | Caroline Hedwall    | Caroline Hedwall        | Suzann Pettersen            | 69.36                       |
| 2010 | Lee-Anne Pace           | €339,518         | Lee-Anne Pace       | In-Kyung Kim            | Suzann Pettersen            | 69.75                       |
| 2009 | Sophie Gustafson        | €281,315         | Catriona Matthew    | Anna Nordqvist          | Catriona Matthew            | 70.83                       |
| 2008 | Gwladys Nocera          | €391,840         | Gwladys Nocera      | Melissa Reid            | Suzann Pettersen            | 68.60                       |
| 2007 | Sophie Gustafson        | €222,081         | Bettina Hauert      | Louise Stahle           | Sophie Gustafson            | 70.96                       |
| 2006 | Laura Davies            | €471,727         | Gwladys Nocera      | Nikki Garrett           | Annika Sörenstam            | 68.33                       |
| 2005 | Iben Tinning            | €204,672         | Iben Tinning        | Elisa Serramia          | Laura Davies                | 70.35                       |
| 2004 | Laura Davies            | 777.26 pts       | Stéphanie Arricau   | Minea Blomqvist         | Laura Davies                | 70.31                       |
| 2003 | Sophie Gustafson        | 917.95 pts       | Sophie Gustafson    | Rebecca Stevenson       | Sophie Gustafson            | 69.93                       |
| 2002 | Paula Marti             | 6,589 pts        | Annika Sörenstam    | Kirsty S. Taylor        | Sophie Gustafson            | 70.59                       |
| 2001 | Raquel Carriedo         | 10,661 pts       | Raquel Carriedo     | Suzann Pettersen        | Catriona Matthew            | 70.08                       |
| 2000 | Sophie Gustafson        | 8,777 pts        | Sophie Gustafson    | Giulia Sergas           | Sophie Gustafson            | 71.21                       |
| 1999 | Laura Davies            | £204,522         | Laura Davies        | Elaine Ratcliffe        | Laura Davies                | 70.50                       |
| 1998 | Helen Alfredsson        | £125,975         | Sophie Gustafson    | Laura Philo             | Laura Davies                | 71.96                       |
| 1997 | Alison Nicholas         | £94,590          | Alison Nicholas     | Anna Berg               | Marie-Laure de Lorenzi      | 72.20                       |
| 1996 | Laura Davies            | £110,880         | Laura Davies        | Anne-Marie Knight       | Marie-Laure de Lorenzi      | 71.39                       |
| 1995 | Annika Sörenstam        | £130,324         | Annika Sörenstam    | Karrie Webb             | Annika Sörenstam            | 69.75                       |
| 1994 | Liselotte Neumann       | £102,750         | n/a                 | Tracy Hanson            | Liselotte Neumann           | 69.56                       |
| 1993 | Karen Lunn              | £81,266          | n/a                 | Annika Sörenstam        | Laura Davies                | 71.63                       |
| 1992 | Laura Davies            | £66,333          | n/a                 | Sandrine Mendiburu      | Laura Davies                | 70.35                       |
| 1991 | Corinne Dibnah          | £89,058          | n/a                 | Helen Wadsworth         | Alison Nicholas             | 71.71                       |
| 1990 | Trish Johnson           | £83,043          | n/a                 | Pearl Sinn              | Trish Johnson               | 70.64                       |
| 1989 | Marie-Laure de Lorenzi  | £77,534          | n/a                 | Helen Alfredsson        | Marie-Laure de Lorenzi      | 70.84                       |
| 1988 | Marie-Laure de Lorenzi  | £109,360         | n/a                 | Laurette Maritz         | Marie-Laure de Lorenzi      | 72.30                       |
| 1987 | Dale Reid               | £53,815          | n/a                 | Trish Johnson           | Dale Reid                   | 72.70                       |
| 1986 | Laura Davies            | £37,500          | n/a                 | Patricia Gonzalez       | Laura Davies                | 72.09                       |
| 1985 | Laura Davies            | £21,735          | n/a                 | Laura Davies            |                             |                             |
| 1984 | Dale Reid               | £28,239          | n/a                 | Kitrina Douglas         | Dale Reid                   | 73.01                       |
| 1983 | Muriel Thomson          | £9,225           | n/a                 | n/a                     | Beverly Huke                | 74.98                       |
| 1982 | Jenny Lee Smith         | £12,551          | n/a                 | n/a                     | n/a                         |                             |
| 1981 | Jenny Lee Smith         | £13,518          | n/a                 | n/a                     | n/a                         |                             |
| 1980 | Muriel Thomson          | £8,008           | n/a                 | n/a                     | n/a                         |                             |
| 1979 | Catherine Panton-Lewis  | £4,965           | n/a                 | n/a                     | n/a                         |                             |